# Elleanthus jimenezii
Elleanthus jimenezii är en orkidéart som först beskrevs av Rudolf Schlechter, och fick sitt nu gällande namn av Charles Schweinfurth. Elleanthus jimenezii ingår i släktet Elleanthus och familjen orkidéer. Inga underarter finns listade i Catalogue of Life.